# Teodor Ilić Češljar

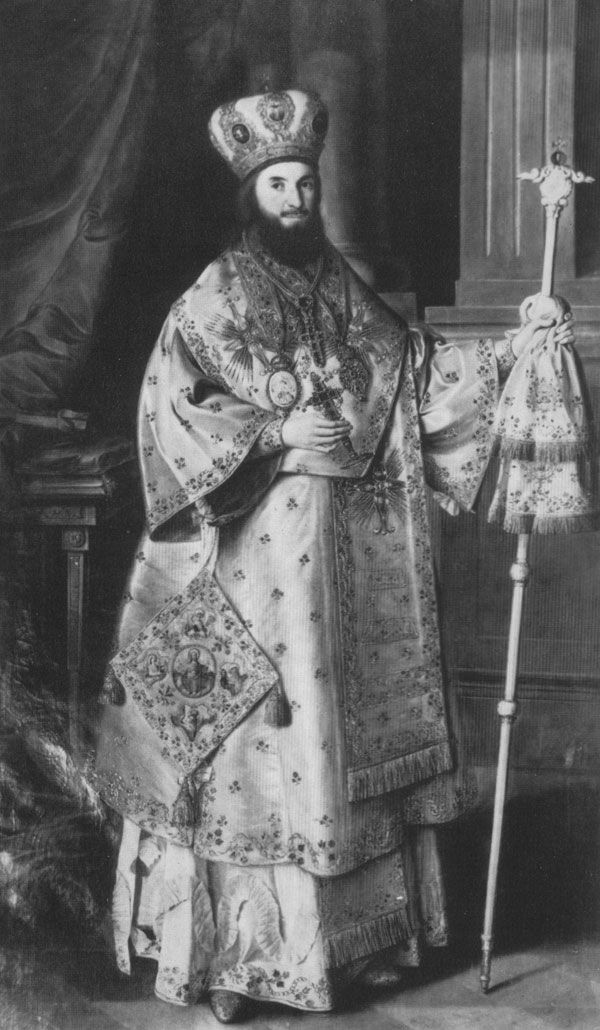
Portrait de Josif Jovanović, évêque de Vršac par Teodor Ilić Češljar, en 1787

Teodor Ilić Češljar (en serbe Теодор Илић Чешљар ; 1746 à Čurug,  (Serbie) - 20 novembre 1793, Bačko Petrovo Selo (Serbie). Il est un des derniers peintres serbes baroques de Voïvodine, plus connu pour être l'auteur des Portes royales d'Ostojićevo. Il a appris à peindre, paraît-il, auprès des plus grands maîtres de Timişoara et de Novi Sad, où il a vécu en 1769.
Sa première œuvre connue est une peinture des quatre évangélistes sur le beffroi d'une église de Buda en 1776 pour laquelle il collabore avec Mihael Skokolović. Selon les plus anciens de ses biographes, il entre à l'Académie des Beaux-Arts de Vienne en 1786. 
Il réalise ses premières iconostases en 1789 dans l'église de Mokrin. Il travaille ensuite à  Velika Kikinda et Stara Kanjiža en 1791 et à Bačko Petrovo Selo de 1792 à 1793 où il meurt. À côté de ses œuvres les plus connues, il dessine plusieurs icônes pour une église de Sremski Karlovci et des iconostases au Monastère de Kovilj, lesquelles sont détruites en 1848.
Selon les biographies de Teodor Ilić Češljar, il est grand coloriste et exceptionnellement inventif en composition. Il n'a pas toujours peint sans le pur style baroque. Lui, comme son collaborateur, se penchant sur des couleurs discrètes et plus douces, avec des compositions aux tons plus soyeux s'inspirant des techniques de sfumato des peintres français, maîtres du style rococo. 
Il n'y a pas de renseignements exhaustifs sur les portraits de Teodor Ilić Češljar. Toutefois, certaines de ces portraits lui sont attribués formellement : de Pavle Avakumović (1789), d'un prêtre au nom inconnu (Musée national de Belgrade), de Jovan Jovanović Šakabenta (1787, musée de Vršac) et un grand nombre de portraits d'ecclésiastiques. Un autre portrait de Jovan Jovanović Šakabenta est aussi attribué à Jakov Orfelin.
Avec ses portraits, Češljar prouve qu'il est un maître du dessin et un coloriste beau et subtil, comme il le fait avec ses icônes. La seule exception dans son œuvre est le portrait de Jovan Jovanović Šakabenta, plus froid et conventionnel.
Sa célèbre peinture de Sainte Barbara Angoisée (1785) est réalisée pour l'évêque de Nagyvárad. Le tableau illustre son sens génial de la composition. Ce canevas est une réminiscence de l'art des grands portraitistes vénitien et même des signes du très rationnel classicisme français.
Deux frises à Kikinda montrent encore plus son inspiration de l'art vénitien : la Cène et le Christ en éclat, tous deux chef-d'œuvre de la peinture serbe baroque. 
Une rue de Kikinda porte aujourd'hui son nom.